# Club Atlético San Francisco
Club Atlético de San Francisco es un equipo de fútbol profesional fundado en el año 2017, con sede en San Francisco de Macorís, República Dominicana . 

## Escudo y colores
Los colores identificatorios del Club Atlético de San Francisco son el Rojo, Blanco y Azul.
El nuevo formato del logotipo que representa al Club Atlético San Francisco, se comenzó a utilizar en la temporada 2019. Previo a este el formato tenía cierta similitud al logotipo de la Selección de fútbol de Estados Unidos creado en conjunto con la marca Nike; estrenándolo así el lunes 29 de febrero de 2016 -lo llamativo del anuncio fue los métodos no tradicionales para comunicar- mediante la tecnología StriVR. Este nuevo logotipo de la U.S. Soccer fue parte de la celebración de la Copa América Centenario disputada en 2016 en el país norteamericano.
La versión del Club Francomacorisano mantenía ciertas variantes, pero fue aconsejado a modificarlo y darle un aspecto más auténtico, además de justificar su diseño.
El escudo contiene dos partes bien denotadas impresas sobre un fondo de color blanco (Superior, Media e inferior unidas en si). 
El tercio superior semejando quizás una especie de corona, contiene las iniciales del club "ASF" en color negro sobre el pleno blanco. 
En la parte media e inferior se alojan siete franjas verticales de color rojo que representan los siete municipio (San Francisco de Macorís, Arenoso, Castillo, Eugenio María de Hostos, Las Guáranas, Pimentel, Villa Riva) de la Provincia de Duarte. 
En su centro y por encima de las franjas rojas sobresale un balón de fútbol en color azul y blanco. Toda la silueta está contenida con un marco de color azul.
Ribetes azules contienen y denotan la silueta característica del logotipo del club de "La Tierra del Cacao Orgánico".